# Foramen singulare
Le foramen singulare est un orifice de l'os temporal.
Il est situé dans la partie postérieure du méat acoustique interne sous la crête falciforme et derrière la fossette sacculaire.
Il permet le passage au nerf ampullaire postérieur vers le canal semi-circulaire postérieur.